# Château de Couffour
Le château de Couffour (ou du Couffour) est un château médiéval français situé à Chaudes-Aigues dans le Cantal.
Sa tour est protégée au titre des monuments historiques.

## Description
La première construction importante est un bâtiment du XIVe siècle flanqué sur sa façade de sept tours coiffées de toitures coniques. Il en subsiste une tour, un bâtiment en face, un muret et un portail formant une cour carrée. Un peu en contrebas, un corps de ferme complète l'ensemble. La tour circulaire contient un escalier en spirale qui donne accès aux étages supérieurs. Plusieurs pièces possèdent des peintures murales du XVIIe siècle, aux motifs de fleurs et de portraits féminins.

## Historique
Attesté dès le XIIe siècle, la dénommée Blavia, descendante de Robert de Saint-Urcize, seigneur de Chaudes-Aigues, apporte sa terre de Couffour en dot à Falcon de Reveilhac, noble du Gévaudan qui fonde la seigneurie. Géraud de Reveilhac, son fils ou petit-fils, est seigneur du Couffour en 1290. Son fils Étienne adopte le surnom de Besse qui devient le patronyme de ses descendants.
En 1406, Antoine de Rochedragon, seigneur de Yolet, achète Couffour à Jean Besse. Chatard de Rochedragon est nommé gouverneur de Carlat par le duc Jean Ier de Berry, devenu vicomte de Carlat
Le château était une place forte pendant la guerre de Cent Ans.
Gabrielle de Pellamourgues apporte en dot le Couffour à Jean de Montvallat. Pendant 25 ans, le château est le théâtre d'orgies sanglantes, dignes de la Tour de Nesle.
Au XVIIIe siècle, le château est vendu à un bourgeois de la commune.
La Révolution et le début du XIXe siècle correspondent à une période de déclin. Pendant tout ce temps, mal entretenu, le château se dégrade.
La tour fait l’objet d’une inscription au titre des monuments historiques le 17 septembre 1969.

## Visites
Le château est depuis 2009 un hôtel-restaurant panoramique 2 étoiles au guide Michelin où l'on peut déguster la cuisine du Bocuse d'Or 2005, Serge Vieira.